# Papa Waigo N'Diaye
Papa Waigo N'Diaye (São Luís, 20 de janeiro de 1984) é um futebolista senegalês que atua como atacante.

## Carreira
Waigo integrou o elenco da Seleção Senegalesa de Futebol no Campeonato Africano das Nações de 2008.